# Batala
Batala (Panjabi ਬਟਾਲਾ) ist eine Großstadt (Municipal Council) mit etwa 180.000 Einwohnern im Distrikt Gurdaspur im nordindischen Bundesstaat Punjab.

## Lage und Klima
Batala liegt auf einer Höhe von ca. 245 m in der fruchtbaren nordindischen Tiefebene. Die Entfernung zur nordöstlich gelegenen Distrikthauptstadt Gurdaspur beträgt ca. 47 km (Fahrtstrecke); die Millionenstadt Amritsar befindet sich 33 km südwestlich. Die Nationalstraße NH 54 verbindet die Städte miteinander. Das Klima ist zumeist warm bis heiß und trocken; Regen (ca. 750 mm/Jahr) fällt beinahe ausschließlich während der sommerlichen Monsunzeit.

## Bevölkerung
Ca. 56 % der Einwohner sind Hindus, weniger als 1 % sind Muslime und ca. 38 % sind Sikhs; der Rest entfällt auf Jainas, Christen, Buddhisten etc. Der weibliche Bevölkerungsanteil ist ca. 10 % kleiner als der männliche.

## Wirtschaft
Das von Bewässerungskanälen durchzogene Umland von Batala ist immer noch weitgehend agrarisch geprägt; es gilt als eine der „Reisschüsseln“ Indiens. Zahlreiche Menschen arbeiten in kleineren bis mittleren Unternehmen aus nahezu allen Branchen.

## Geschichte
Batala wurde im Jahr 1465 von Raja Ram Deo gegründet. Ca. 100 Jahre später gab der Großmogul Akbar I. die Stadt als Lehen (jagir) an seinen Ziehbruder Shamsher Khan. In dieser Zeit war die Stadt von einer nicht mehr existenten Mauer mit 12 Toren umgeben. Nach der Unabhängigkeit Indiens (1947) waren die Stadt und ihr Umland zwischen Indien und dem neu entstandenen Pakistan umstritten.

## Sehenswürdigkeiten
- Knapp 2 km südöstlich des Stadtzentrums erhebt sich auf einer von Menschenhand aufgeschütteten Plattform das von einer vierseitigen Mauer mit runden Eckbastionen umgebene und auf achteckigem Grundriss erbaute Grabmonument Shamsher Khans; es wurde – wie die meisten Mogulbauten – zur Gänze aus Ziegelsteinen erbaut und anschließend verputzt. Charakteristisch sind die auf beiden Geschossen des Bauwerks befindlichen tiefräumigen Nischen. Im Innern finden sich das Kenotaph sowie floral-abstrakte Wandmalereien; die ehemals auch außen vorhandenen Malereien sind verblasst.[2]
- Zu Beginn des 19. Jahrhunderts entstand der Jai-Mahal-Palace des Maharajas Sher Singh, von welchem noch eine kleine Festhalle (baradari) erhalten ist.[3]
- Über das Stadtgebiet verteilt finden sich zahlreiche Sikh-Tempel (gurdwaras); der bedeutendste ist der Gurdwara Kandh Sahib.